# Andy Barker, P.I.
Andy Barker, P.I. este un sitcom american, care îl are în rolul principal pe Andy Richter. Este produs și difuzat de NBC. 
Ritcher îl joacă pe Andy Barker, un contabil autorizat, care devine detectiv după ce este confundat cu fostul locatar al biroului, un fost detectiv privat, acum pensionat. Andy prinde gustul rezolvării cazurilor, asistat de fostul detectiv privat, proprietarul magazinului de filme de dedesubt, un restaurator expert și pe măsură ce timpul trece de soția sa. 
Emisiunea a fost produsă pentru un sezon și a fost programată pentru a rula șase episoade de-a lungul a cinci săptămâni începând cu joi, 15 martie 2007 pe NBC. Oricum serialul a fost anulat și scos din gama de Joi , după cel de-al patrulea episod difuzat. Ultimele două episoade au fost difuzate sâmbătă, 14 aprilie.  Acum serialul este difuzat pe Universal HD.